# Parquet général de la Nation (Colombie)
 (août 2025).
Le Parquet général de la Nation (espagnol : Fiscalía General de la Nación) est un organisme indépendant rattaché au pouvoir judiciaire en Colombie. Le Parquet Général est née en 1991 avec la promulgation de la nouvelle Constitution politique et a commencé à fonctionner le 1er juillet 1992.
Cette institution reprend les tâches qui étaient exercées par l’ancienne Dirección Nacional de Instrucción Criminal, et sa fonction principale est d’enquêter et d’accuser les présumés responsables d’avoir commis un délit à partir du système pénal oral accusatoire mis en œuvre avec la Loi 906 de 2004.
Le Parquet Général de la Nation est élu par la Cour suprême de justice à partir d’une liste de trois candidats envoyée par le Président de la République pour une période de quatre ans.

## Histoire
Le premier Procureur général de la Nation de Colombie fut le juriste Gustavo de Greiff Restrepo. Il a obtenu son diplôme d’avocat à l’Université du Rosaire, dont il fut recteur. Il est le père de l’ancienne ministre de la Justice Mónica de Greiff, qui depuis le 29 février 2013 est présidente de la Chambre de commerce de Bogotá. À partir du 22 mars 2012, Luis Eduardo Montealegre Lynett a exercé les fonctions de procureur général pour achever la période institutionnelle commencée en 2009 jusqu’au mois de décembre 2010 par Guillermo Ignacio Mendoza Diago, qui avait exercé comme procureur général de la Nation jusqu’à l’élection par la Cour suprême de justice de l’avocate Viviane Morales Hoyos, laquelle a finalement quitté le poste à la suite d’un recours contre son élection.

## Composition et procédure
Le Parquet Général de la Nation, pour l'exercice de l'action pénale, est composé du Procureur général et du Procureur général adjoint.

## Organes de contrôle
Cet organisme dépend du Pouvoir judiciaire et est sous la supervision directe du Conseil supérieur de la magistrature, qui enquête disciplinairement sur les avocats et fonctionnaires de la branche judiciaire, de la Contrôleur général, qui exerce un contrôle fiscal, de la Procuraduría General, qui enquête disciplinairement sur les fonctionnaires et employés publics, et de la Commission d’accusation de la Chambre des représentants, qui mène des enquêtes disciplinaires sur le Procureur général de la nation.

## Fonctions
Le Parquet Général de la Nation, pour l’accomplissement de ses fonctions constitutionnelles et légales, a les attributions suivantes :
- Enquêter et accuser les présumés responsables d’avoir commis un délit.
- Appliquer le principe d’opportunité dans les termes et conditions définis par le code pénal.
- Ordonner perquisitions, fouilles, saisies et interceptions de communications, et mettre à disposition du juge de contrôle de garanties les éléments recueillis, pour contrôle de légalité dans les 36 heures suivantes.
- Assurer les éléments matériels de preuve et l’évidence physique, garantissant leur chaîne de garde tant que la contradiction est exercée.
- Diriger et coordonner les fonctions de la police judiciaire, exercées en permanence par son corps technique d’investigation, la police nationale et les autres organismes indiqués par la loi.
- Veiller à la protection des victimes, témoins et experts que le parquet souhaite présenter. (La protection des témoins et experts que souhaite présenter la défense sera assurée par le Défenseur du peuple ; celle des jurés et juges, par le Conseil supérieur de la Judicature).
- Ordonner des arrestations, de manière exceptionnelle et dans les cas prévus par le code pénal, et remettre la personne arrêtée au juge de contrôle de garanties au plus tard dans les 36 heures suivantes.
- Demander au juge de contrôle de garanties les mesures nécessaires pour assurer la comparution des mis en cause au procès pénal, la conservation de la preuve et la protection de la communauté, en particulier des victimes.
- Présenter l’accusation devant le juge de connaissance pour ouvrir le procès oral.
- Demander au juge de connaissance la clôture des enquêtes lorsqu’il n’y a pas de fondement pour accuser.
- Intervenir dans la phase du procès selon les termes du code pénal.
- Demander au juge de connaissance les mesures judiciaires nécessaires pour l’assistance des victimes, le rétablissement du droit et la réparation intégrale des effets de l’injustice.
- Interjeter et soutenir les recours ordinaires et extraordinaires ainsi que l’action en révision dans les cas prévus par le code pénal.
- Demander des nullités lorsque cela s’impose.

Le Parquet Général de la Nation, est chargé de l'exercice des procédure suivante:
- Enquêter et accuser, le cas échéant, les fonctionnaires publics bénéficiant d’un privilège constitutionnel, sous réserve des exceptions prévues par la constitution.
- Assumer directement les enquêtes et procédures, quel que soit leur état, ainsi qu’assigner et déplacer librement ses agents dans les enquêtes et procédures, par ordre motivé.
- Déterminer le critère et la position que le Parquet Général de la Nation doit adopter en vertu des principes d’unité de gestion et de hiérarchie, sans préjudice de l’autonomie des procureurs délégués dans les termes et conditions fixés par la loi.

## Procureurs généraux
| N° | Image | Début                                 | Fin             | Procureur général | Candidats proposés |
| -- | ----- | ------------------------------------- | --------------- | ----------------- | --- |
| 1  |       | Gustavo de Greiff                     | 1er août 1992   | 1er août 1994     | Hugo Escobar Sierra Guillermo Salah Zuleta |
| 2  |       | Alfonso Valdivieso Sarmiento          | 1er août 1994   | 1er août 1997     | Juan Carlos Esguerra Portocarrero Carlos Gustavo Arrieta Padilla. |
| 3  |       | Alfonso Gómez Méndez                  | 1er août 1997   | 31 juillet 2001   | Saturia Esguerra Portocarrero Manuel Santiago Urueta Ayola |
| 4  |       | Luis Camilo Osorio Isaza              | 1er août 2001   | 1er août 2005     | Patricia Murcia Jorge Pinzón Sánchez |
| 5  |       | Mario Iguaran Arana                   | 1er août 2005   | 31 juillet 2009   | Consuelo Caldas Jorge Pretelt |
| -  |       | Guillermo Mendoza Diago (intérimaire) | 1er août 2009   | 11 janvier 2011   | Intérimaire |
| 6  |       | Viviane Morales                       | 11 janvier 2011 | 6 mars 2012       | Juan Carlos Esguerra Portocarrero Carlos Gustavo Arrieta Margarita Cabello Blanco Camilo Ospina Juan Ángel Palacio Virgina Uribe Marco Antonio Velilla Jorge Aníbal Gómez |
| -  |       | Martha Lucía Zamora (intérimaire)     | 6 mars 2012     | 29 mars 2012      | Intérimaire |
| 7  |       | Luis Eduardo Montealegre              | 29 mars 2012    | 28 mars 2016      | Mónica de Greiff María Luisa Mesa |
| -  |       | Jorge Fernando Perdomo (intérimaire)  | 29 mars 2016    | 31 juillet 2016   | Intérimaire |
| 8  |       | Néstor Humberto Martínez              | 1er août 2016   | 15 mai 2019       | Yesid Reyes Mónica Cifuentes |
| -  |       | Fabio Espitia (intérimaire)           | 17 mai 2019     | 30 janvier 2020   | Intérimaire |
| 9  |       | Francisco Barbosa                     | 13 février 2020 | 13 février 2024   | Clara María González Camilo Gómez Alzate |
| -  |       | Martha Janeth Mancera (intérimaire)   | 13 février 2024 | 22 mars 2024      | Intérimaire |
| 10 |       | Luz Adriana Camargo                   | 22 mars 2024    | En fonction       | Ángela María Buitrago Amelia Pérez Parra |

## Intérim (2009-2010)
En raison du fait que le président Álvaro Uribe de l’époque choisissait des ternes dont les membres étaient proches de son gouvernement, la Cour suprême de justice les rejetait continuellement, considérant que celui qui deviendrait procureur général se verrait limité dans ses actions et son impartialité, et que, dans le cas éventuel de découvertes d’irrégularités concernant certains membres du cabinet ministériel (de l’époque), le procureur ne pourrait agir avec une impartialité totale. Tout cela générait des tensions dans la relation gouvernement-cour jusqu’à l’arrivée à la présidence de l’ancien ministre de la Défense du gouvernement Uribe, Juan Manuel Santos.

### Première liste restreinte
En août 2009, le président Álvaro Uribe présenta devant la Cour une terne pour le poste de Procureur général, composée de Virginia Uribe, qui avait été avocate personnelle du président Uribe en Antioquia, du magistrat du Conseil d’État Juan Ángel Palacio et de l’ancien ministre de la Défense du premier mandat du gouvernement Uribe, Camilo Ospina Bernal. Ces candidats initiaux furent critiqués parce qu’aucun n’était spécialiste en droit pénal et en raison de leur proximité avec le gouvernement.
La réaction de la Cour suprême de justice, après deux mois de délibérations sur cette terne, fut de la renvoyer au gouvernement pour qu’elle soit recomposée, générant ainsi un nouvel affrontement entre l’Exécutif et le Pouvoir judiciaire, dans un fait sans précédent dans l’histoire de l’élection du procureur général en Colombie. Les objections de la Cour suprême de justice, après avoir entendu les candidats en audience publique, se concentraient sur la méconnaissance du droit pénal par tous les candidats et, en particulier, sur les graves accusations visant Palacio pour sa supposée participation à un trafic d’influence au Conseil d’État, tandis que l’on critiquait Ospina pour sa proximité excessive avec le président, ce qui lui enlèverait de l’autonomie, et que l’on relevait les faiblesses juridiques de Virginia Uribe. Pour sa part, le gouvernement arguait que le rôle de la Cour suprême devait se limiter à élire un candidat parmi la terne présentée par le gouvernement.

### Deuxième liste restreinte
Face au refus de la Cour suprême de justice d’élire un procureur général de la Nation, cette terne fut recomposée dans sa totalité, de la manière suivante :
Le premier candidat à renoncer à ses aspirations fut Juan Ángel Palacio en octobre 2009, remplacé par le Conseiller d’État Marco Antonio Velilla. Par la suite, la candidate Virginia Uribe présenta sa démission le 29 novembre 2009, remplacée par la Procureure déléguée et ex-magistrate de Barranquilla Margarita Cabello Blanco. Avec la démission de Uribe et la désignation de Cabello Blanco comme candidate à la terne de procureur général, la Cour suprême de justice procéda à voter la terne pour procureur, la déclarant recevable le 28 janvier 2010.
Cependant, bien que la majorité des votes donnaient la victoire à la procureure Cabello par majorité simple, depuis cette date et jusqu’alors, aucun des candidats n’obtint la majorité qualifiée de 16 votes nécessaire pour être désigné procureur général de la Nation.
Finalement, le 12 mai 2010, Camilo Ospina Bernal, dernier candidat issu de la terne initiale présentée par le gouvernement, renonça à sa candidature au poste de procureur général de la Nation. Le même jour, il fut remplacé par l’ex-président de la Cour suprême de justice, Jorge Aníbal Gomez Gallego, seul pénaliste de la terne pour le poste de procureur. Après cette dernière désignation, la Cour suprême de justice écarta l’éventualité de nouveaux changements dans la terne.

### Déclin de la deuxième liste
Le 5 août, le magistrat de la Cour suprême de justice Luis Javier Osorio dénonça publiquement avoir été l’objet de propositions pour voter en faveur de la candidate Margarita Cabello Blanco ; un fait qualifié de grave par le ministre de l’Intérieur et de la Justice désigné, Germán Vargas Lleras, et par le président du Conseil d’État. Pour sa part, la candidate Margarita Cabello nia avoir envoyé une quelconque personne pour intercéder en sa faveur auprès du magistrat Luis Javier Osorio, de la Cour suprême de justice, lors des votes et débats d’élection, et exhorta le magistrat à révéler le nom de la personne qui lui avait fait cette proposition. En conséquence, le CTI du Parquet ouvrit une enquête pour établir la véracité de la dénonciation. Quoi qu’il en soit, le Président (e) de la Cour suprême de justice, Jaime Arrubla, annonça le lendemain que les votes continueraient.

### Troisième liste restreinte
Le 21 septembre, après que le président de la Cour suprême de justice, Jaime Arrubla Paucar, a affirmé dans une interview accordée à la Revista Semana que « le Président de la République est le seul compétent pour modifier la liste de candidats au poste de Procureur général », le gouvernement du président Juan Manuel Santos annonça qu’il étudiait la possibilité de modifier une fois de plus la liste des candidats aspirant au poste de procureur général de la Nation.
Le 31 du même mois, le gouvernement Santos, par l’intermédiaire de son ministre de l’Intérieur et de la Justice, Germán Vargas Lleras, réaffirma la volonté du gouvernement de modifier la liste des candidats au poste de Procureur si cela s’avérait nécessaire, bien qu’il ait conditionné cette mesure à ce que la Cour suprême de justice adopte une position claire à ce sujet, en adressant au gouvernement une lettre exposant officiellement sa position à cet égard.
Le 3 novembre, le gouvernement présenta une nouvelle liste de candidats au poste de procureur général composée de l’ex-ministre de la Défense du gouvernement de Ernesto Samper Pizano, Juan Carlos Esguerra Portocarrero, de l’ancienne parlementaire Viviane Morales et de l’ancien procureur général Carlos Gustavo Arrieta Padilla, parmi lesquels Morales fut élue.
Les candidats Esguerra et Arrieta avaient déjà été candidats au poste de procureur général en 1994, dans la même liste de laquelle Alfonso Valdivieso fut élu.
Cependant, le 28 février 2012, le Conseil d’État déclara la nullité de l’élection de la procureure générale Viviane Morales, invoquant la violation du règlement interne de la Cour suprême de justice dans la procédure d’élection.
En raison de cela, la procureure Morales démissionna de son poste le 2 mars 2012.

## Troisième procureur pour un mandat
Après la démission de Viviane Morales du poste de procureur général de la Nation, le 13 mars 2012, le Président de Colombie, Juan Manuel Santos, forma une nouvelle liste pour l’élection du remplaçant de la procureure sortante, dans laquelle il inclut l’avocate María Luisa Mesa, l’alors secrétaire au développement économique de Bogotá, Mónica de Greiff, et enfin l’ex-vice-procureur général Luis Eduardo Montealegre Lynett ; liste dont ce dernier fut élu avec 16 voix sur 23 des magistrats de la Cour suprême de justice.

## Commémoration des 30 ans
En 2022, au Théâtre Cristóbal Colón, s’est déroulée la cérémonie solennelle de commémoration des 30 ans du Bureau du procureur général de la Nation. La cérémonie fut présidée par le procureur général de la Nation, Francisco Barbosa Delgado, et compta sur la présence du président de la République, Iván Duque Márquez ; des présidents de la Cour suprême de justice, de la Cour constitutionnelle, du Conseil d’État, du Conseil supérieur de la magistrature, de la Commission nationale de discipline judiciaire, ainsi que d’autres représentants du secteur judiciaire et de la vie publique.